# Bařice-Velké Těšany
Bařice-Velké Těšany település Csehországban, Kroměříži járásban. Bařice-Velké Těšany Vrbka, Lubná, Kvasice, Sulimov, Střížovice, Karolín és Kroměříž településekkel határos. Lakosainak száma 453 fő (2024. január 1.).

## Népesség
A település lakosságának változását az alábbi diagram mutatja:
| Lakosok száma | 609  | 696  | 694  | 601  | 446  | 473  | 466  | 476  | 438  | 453  |
|               | 1869 | 1890 | 1921 | 1950 | 1980 | 2001 | 2017 | 2019 | 2022 | 2024 |